# Liste der denkmalgeschützten Objekte in Ried in der Riedmark
Die Liste der denkmalgeschützten Objekte in Ried in der Riedmark enthält die 12 denkmalgeschützten, unbeweglichen Objekte in der oberösterreichischen Marktgemeinde Ried in der Riedmark.
Bei der Verfassung der Beschreibungen der einzelnen Objekte wurden im Wesentlichen die Informationen der Homepage von Ried in der Riedmark verwendet.

## Denkmäler
| Foto  |                 | Denkmal                                                                | Standort                                                 | Beschreibung | Metadaten |
| ----- | --------------- | ---------------------------------------------------------------------- | -------------------------------------------------------- | --- | --- |
| ja    | Datei hochladen | Schloss Marbach HERIS-ID: 23474 Objekt-ID: 19828                       | Marbach 1 Standort KG: Marbach                           | Das Schloss besteht aus mehreren Bauteilen um einen rechteckigen Hof, das Hauptgebäude stammt aus der ersten Hälfte des 16. Jahrhunderts, es wurde aber wie die anderen Trakte durch einen Ausbau 1706–1710 überformt. Die Südseite weist zwischen den beiden Obergeschoßen mit eine Sonnenuhr mit halbkreisförmig umlaufenden Tierkreissymbolen auf. Die Stuckdecken im Inneren stammen aus dem Jahr 1714, wobei teilweise ältere Holzdecken verborgen wurden. | BDA-Hist.: Q2242343 Status: Bescheid Stand der BDA-Liste: 2025-06-30 Name: Schloss Marbach GstNr.: .131 Schloss Marbach                                                                                                  |
| ja    | Datei hochladen | Schlosskapelle Hl. Schutzengel HERIS-ID: 38415 Objekt-ID: 37972        | bei Marbach 1 Standort KG: Marbach                       | Die Schutzengelkapelle an der Südwestecke des Schlosses wurde von 1686 bis 1689 von Giovanni Battista Carlone und Carlo Antonio Carlone errichtet. | BDA-Hist.: Q64765067 Status: Bescheid Stand der BDA-Liste: 2025-06-30 Name: Schlosskapelle Hl. Schutzengel GstNr.: .131 Schloss Marbach                                                                                  |
| ja    | Datei hochladen | Wirtschaftsgebäude HERIS-ID: 65627 Objekt-ID: 78481                    | Marbach 1 Standort KG: Marbach                           | Anfang des 18. Jahrhunderts umgebaut und aufgestockt. Schlichte Fassaden und die Hofeinfahrt ist kreuzgratgewölbt. Im Hof ein Arkadengang. | BDA-Hist.: Q64765068 Status: Bescheid Stand der BDA-Liste: 2025-06-30 Name: Wirtschaftsgebäude GstNr.: .131 Schloss Marbach                                                                                              |
| BW    | Datei hochladen | Lagergebäude HERIS-ID: 111813 Objekt-ID: 129823                        | nahe Scherzergütl 4 Standort KG: Marbach                 | Außenlager des KZ Mauthausen nordwestlich des Steinbruchs Wienergraben. Anmerkung: Koordinaten beziehen sich auf das GSt. Nr. 1142/7 | BDA-Hist.: Q37826881 Status: Bescheid Stand der BDA-Liste: 2025-06-30 Name: Lagergebäude GstNr.: 1142/1, 1142/13, 1142/14, 1560/3, 1560/1, 1138/7, 1138/5, 1138/3, 1142/8, 1142/15, 1802/2, 1811/4, 1811/7, 1815, 1142/7 |
| ja    | Datei hochladen | Wohnhaus, ehemalige Schule HERIS-ID: 23471 Objekt-ID: 19825            | Augustinerstraße 1 Standort KG: Ried in der Riedmark     | Das Gebäude wurde von 1854 bis 1984 als Volksschule genutzt und wird seither als Wohngebäude genutzt. | BDA-Hist.: Q37876635 Status: § 2a Stand der BDA-Liste: 2025-06-30 Name: Wohnhaus, ehemalige Schule GstNr.: .5/2 |
| ja    | Datei hochladen | Schloss Grünau HERIS-ID: 23473 Objekt-ID: 19827                        | Grünau 1 Standort KG: Ried in der Riedmark               | Das bereits 1212 erstmals urkundlich erwähnte Schloss Grünau liegt etwa einen Kilometer nördlich des Ortszentrums von Ried in der Riedmark. Im 17. Jahrhundert wird Schloss Grünau als dreiseitige und dreigeschoßige blockartige Anlage mit spätmittelalterlichen und Renaissance-Elementen neu aufgebaut. Die Fassade stammt aus dem 18. Jahrhundert. An der Südwestecke befindet sich ein viergeschoßiger Turm. | BDA-Hist.: Q1579919 Status: Bescheid Stand der BDA-Liste: 2025-06-30 Name: Schloss Grünau GstNr.: 297, 298, 299, 300, 301, 302, 303 Schloss Grünau                                                                       |
| ja    | Datei hochladen | Wegkapelle HERIS-ID: 21518 Objekt-ID: 17838                            | nördlich Grünau 17 Standort KG: Ried in der Riedmark     | Die 1764 erbaute spätbarocke Grünauerkapelle mit geschwungenem Giebel befindet sich etwa dreihundert Meter nördlich von Schloss Grünau. | BDA-Hist.: Q37863221 Status: Bescheid Stand der BDA-Liste: 2025-06-30 Name: Wegkapelle GstNr.: .40 Grünauerkapelle, Ried in der Riedmark                                                                                 |
| ja    | Datei hochladen | Kindergarten HERIS-ID: 23469 Objekt-ID: 19823                          | Klostergasse 1 Standort KG: Ried in der Riedmark         | Der Kindergarten befindet sich in einem ehemaligen Klostergebäude in der Klostergasse 1. Das Gebäude wurde vollständig renoviert. | BDA-Hist.: Q37876624 Status: § 2a Stand der BDA-Liste: 2025-06-30 Name: Kindergarten GstNr.: .155 |
| ja BW | Datei hochladen | Pfarrhof HERIS-ID: 23472 Objekt-ID: 19826                              | Marktplatz 1 Standort KG: Ried in der Riedmark           | Der Pfarrhof und das angeschlossene Pfarrheim bilden einen riesigen Gebäudekomplex. Die Stuckdecken im ersten Stock des Pfarrhofes dürften von Giovanni Battista Carlone stammen. Anmerkung: 2025 wurde der Schutzumfang auf den Garten ausgeweitet. | BDA-Hist.: Q37876648 Status: § 2a Stand der BDA-Liste: 2025-06-30 Name: Pfarrhof GstNr.: .1, 4 |
| ja    | Datei hochladen | Kriegerdenkmal HERIS-ID: 23467 Objekt-ID: 19821                        | gegenüber Marktplatz 9 Standort KG: Ried in der Riedmark | Das Kriegerdenkmal für die Gefallenen des Ersten Weltkriegs befindet sich östlich der Pfarrkirche Ried in der Riedmark. | BDA-Hist.: Q37876611 Status: § 2a Stand der BDA-Liste: 2025-06-30 Name: Kriegerdenkmal GstNr.: 32 |
| ja    | Datei hochladen | Kath. Pfarrkirche Hl. Remigius HERIS-ID: 23475 Objekt-ID: 19829        | Ried in der Riedmark Standort KG: Ried in der Riedmark   | Die Arbeiten an der heutigen Pfarrkirche wurden 1432 begonnen und 1497 mit der Weihe durch Fürsterzbischof Christoph von Schachner aus Passau beendet. Der neugotische Kirchturm wurde 1864 errichtet. | BDA-Hist.: Q37876675 Status: § 2a Stand der BDA-Liste: 2025-06-30 Name: Kath. Pfarrkirche Hl. Remigius GstNr.: .4 Parish church in Ried in der Riedmark                                                                  |
| ja    | Datei hochladen | Kath. Filialkirche Mariae Himmelfahrt HERIS-ID: 23459 Objekt-ID: 19813 | Niederzirking Standort KG: Ried in der Riedmark          | Am 8. September 1123 wurde die im romanischen Stil erbaute Kirche in Niederzirking geweiht. Etwa 1360 erfolgte der Umbau in einen frühgotischen Kirchenbau. 1470 wurde das Langhaus erweitert und 1523 ein polygonaler frühgotischer Chor mit Strebepfeilern neu gebaut. Der Turm an der Westfassade stammt aus 1671. Durch Giovanni Battista Carlone und Carlo Antonio Carlone wurde 1694 mit der Barockisierung der Kirche begonnen. 1696 schenkte das Stift Sankt Florian der Kirche den nach wie vor in der Kirche befindlichen Hochaltar. Bei der Restaurierung der Kirche im Jahr 1985 wird das Altarbild „Maria und die 14 Nothelfer“ der 1786 abgerissenen Kirche in Marwach von einem Bauern aus der Umgebung erworben und in der Kirche aufgehängt. 1993 wird das Bild „Mariä Verkündigung“ aufgehängt. An der Südwand werden Kopien von Bildern des Flügelaltars aus dem Jahr 1515 aufgehängt. | BDA-Hist.: Q37876596 Status: § 2a Stand der BDA-Liste: 2025-06-30 Name: Kath. Filialkirche Mariae Himmelfahrt GstNr.: .337, 2782 Filialkirche Niederzirking                                                              |